# Aleta
Aleta eller Aletta är en svensk form av det forngermanska kvinnonamnet Adelheid. Det äldsta beläggen är från år 1360 för Aleta och från år 1661 för Aletta. Den franska varianten av namnet, Alette, har förekommit i Sverige sedan 1850-talet.
Den 31 december 2017 fanns det totalt 16 kvinnor i Sverige med namnet Aleta, varav 7 bar det som tilltalsnamn. Motsvarande siffror var 22 respektive 8 för Aletta och 61 respektive 13 för Alette.
Namnsdag i Sverige: saknas

Namnsdag i Finland (finlandssvenska namnlängden): saknas

## Personer med namnet Aleta/Aletta/Alette
- Alette Due, norsk sångerska och tonsättare
- Aletta Jacobs, första kvinnliga läkaren i Nederländerna

## Fiktiva personer
- Aleta, hustru till Prins Valiant[4]